# José I av Kongo
José I av Kongo, eller Zuzi, var härskare över Kungariket Kongo mellan 1778 och 1784.
Han var den första härskaren från huset Kinlaza som kom från sydöstra delen av landet, känt som Nkondos ranch, och den förste som inkluderades i Jean Cuvelier:s kungalistor. När José steg upp på tronen, bestred Mbamba Lovata-grenen av Kimpanzu-huset under Pedro V återigen tronen, vilket ledde till en konflikt mellan de två husen ännu en gång. Detta kulminerade i en avgörande strid utanför huvudstaden San Salvador som blev en seger för José, och stadfäste hans styre. Vid sin död efterträddes han av sin bror Afonso V.